# Кхокхуат
Кхокхуат (тайск. ฃอ ขวด, кхуат — «бутылка») — третья буква тайского алфавита, в настоящее время выведена из употребления и заменена на кхокхай. Единственное слово на эту букву кхуат (бутылка) может писаться через кхокхай или через кхокхуат. На тайской клавиатуре кхокхуат вместе с другой неупотребляемой буквой кхокхон проецируется на клавишу косой черты (слэш).